# Алава, Ольга
О́льга Мерсе́дес А́лава Ва́ргас (исп. Olga Mercedes Álava Vargas; род. 14 февраля 1988, Гуаякиль) — эквадорская модель, победительница международного конкурса красоты Мисс Земля 2011. Её победа стала для Эквадора первой на конкурсе Мисс Земля.

## Биография
Ольга Алава родилась 14 февраля 1988 года. Старшая из четырёх детей. Детство провела в провинции Манаби. Окончила университет Эспириту Санту. Имеет степень бакалавра в области международного бизнеса и владеет испанским, английским и китайским языками. Её хобби были связаны с модельной деятельностью. В детстве она проводила большую часть времени на пляже. Благодаря программе студенческого обмена Ольга часто жила в разных странах. Она проживала в Китае в течение одного года, где изучала китайский язык и помогала отцу в ведении бизнеса. Также она провела семь месяцев в штате Колорадо в США, где прошла стажировку в ресторане.